# Сверклянец (гмина)
Сверклянец (пол. Świerklaniec) — сельская гмина (волость) в Польше, входит как административная единица в Тарногурский повет, Силезское воеводство. Население — 10 890 человек (на 2004 год).

## Демография
| Перепись                       | Всего   | Всего | Женщины | Женщины | Мужчины | Мужчины |
| ------------------------------ | ------- | ----- | ------- | ------- | ------- | ------- |
| Единицы                        | человек | %     | человек | %       | человек | %       |
| Население                      | 10 890  | 100   | 5550    | 51      | 5340    | 49      |
| Плотность населения (чел./км²) | 246     | 246   | 125,4   | 125,4   | 120,7   | 120,7   |